# Липецкая областная клиническая больница
Ли́пецкая областна́я клини́ческая больни́ца — больница, расположенная в городе Липецке на Московской улице, 6а.
Главный врач — Любовь Викторовна Агафонова (с 2003 года) 29 апреля 2020 года Оставила свой пост 
Областную больницу организовали 24 июля 1954 года на базе городской больницы на 200 коек.
В 1986 году был построен главный корпус больницы.
В 2000 году при больнице открыт родильный дом.
Сегодня в больнице 1150 коек. Здесь работают 1920 медработников. При больнице действует Областная консультативная поликлиника на 1200 посещений (построена в 1987 году).
6 ноября 2008 года в больнице открыли Казанскую домовую церковь. В этот день здесь отслужили первую литургию.